# Жаннере, Полин
Поли́н Жаннере́ (фр. Pauline Jeanneret; род. 1 марта 1987) — французская кёрлингистка.
В составе женской сборной Франции участник трёх чемпионатов Европы (лучший результат — девятнадцатое место в 2015). Трёхкратная чемпионка Франции среди женщин. В составе смешанной парной сборной Франции участник двух чемпионатов мира (лучший результат — бронзовые призёры в 2011). Чемпионка Франции среди смешанных пар.
В сезоне 2018—2019 выступала в турнирах в составе клубных команд Финляндии.
Вне кёрлинга — учёный-геолог, работает и преподаёт в Уппсальском университете.

## Достижения
- Чемпионат Франции по кёрлингу среди женщин: золото (2013, 2014, 2015)[4].
- Чемпионат Франции по кёрлингу среди смешанных пар: золото (2011).

## Команды
| Сезон                                               | Четвёртый     | Третий          | Второй             | Первый              | Запасной                                      | Турниры               |
| --------------------------------------------------- | ------------- | --------------- | ------------------ | ------------------- | --------------------------------------------- | --------------------- |
| Франция                                             |               |                 |                    |                     |                                               |                       |
| 2007—08                                             | Мари Куло     | Солен Куло      | Полин Жаннере      | Анна Ли             | Манон Юмбер тренер: Вильфрид Куло             | ПЕЮ 2008 (4 место)    |
| 2008—09                                             | Сандрин Моран | Дельфин Шарле   | Brigitte Mathieu   | Alexandra Seimbille | Полин Жаннере тренер: Жюльен Шарле            | ЧЕ 2008 (20 место)    |
| 2010—11                                             | Анна Ли       | Полин Жаннере   | Мари Куло          | Salomé Bourny       | тренер: Лионель Ру                            | ЧЕ 2011 (21 место)    |
| 2015—16                                             | Полин Жаннере | Манон Юмбер     | Malaurie Boissenin | Elisa Pagnier       | Axelle Chiffre тренер: Chrislian Razafimahefa | ЧЕ 2015 (19 место)    |
| Кёрлинг среди смешанных пар (mixed doubles curling) |               |                 |                    |                     |                                               |                       |
| 2010—11                                             | Полин Жаннере | Amaury Pernette |                    |                     | тренер: Тома Дюфур (ЧМСП)                     | ЧФСП 2011 · ЧМСП 2011 |
| 2012—13                                             | Полин Жаннере | Роман Борини    |                    |                     | тренер: Тома Дюфур                            | ЧМСП 2013 (20 место)  |
| Финляндия                                           |               |                 |                    |                     |                                               |                       |
| 2018—19                                             | Полин Жаннере | Мари Хансен     | Janina Lindström   | Лаура Китти         | Arja Aho                                      | [ 6 ]                 |

(скипы выделены полужирным шрифтом)